# Anafiótika
Anafiótika (grec: Αναφιώτικα) és un barri del centre d'Atenes, Grècia. Es troba entre Plaka i l'Acròpoli i va ser construït en el segle xix per treballadors de l'illa d'Anafi, quan van arribar a Atenes rere la Guerra de la Independència per a construir el palau del rei Otó I de Grècia. Van construir el barri imitant l'arquitectura típica de les Cíclades; amb carrerons estrets i cases pintades de blanc i blau, decorades amb buguenvíl·lees. Encara hi ha descendents d'aquestos treballadors que viuen a Anafiótika.